# Soissons-Sud (tổng)
Tổng Soissons-Sud là một tổng ở tỉnh Aisne trong vùng Hauts-de-France.

## Hành chính
| Giai đoạn | Ủy viên        | Đảng | Tư cách |
| --------- | -------------- | ---- | ------- |
| 2008-2014 | Serge Vallée   | PCF  |         |
| 2001-2008 | Pascal Tordeux | UMP  |         |

## Các đơn vị cấp dưới
Tổng Soissons-Sud gồm 11 xã với dân số là 28 233 người (điều tra năm 1999, dân số không tính trùng)
| Xã               | Dân số | Mã bưu chính | Mã insee |
| ---------------- | ------ | ------------ | -------- |
| Belleu           | 4 031  | 2200         | 02064    |
| Berzy-le-Sec     | 395    | 2200         | 02077    |
| Billy-sur-Aisne  | 1 189  | 2200         | 02089    |
| Courmelles       | 1 659  | 2200         | 02226    |
| Mercin-et-Vaux   | 919    | 2200         | 02477    |
| Missy-aux-Bois   | 102    | 2200         | 02485    |
| Noyant-et-Aconin | 461    | 2200         | 02564    |
| Ploisy           | 88     | 2200         | 02607    |
| Septmonts        | 501    | 2200         | 02706    |
| Soissons         | 29 453 | 2200         | 02722    |
| Vauxbuin         | 827    | 2200         | 02770    |

Xã Soissons có một phần thuộc tổng này.

## Biến động dân số
| 1962                                                     | 1968 | 1975 | 1982 | 1990   | 1999   |
| -------------------------------------------------------- | ---- | ---- | ---- | ------ | ------ |
| -                                                        | -    | -    | -    | 29 103 | 28 233 |
| Nombre retenu à partir de 1962 : dân số không tính trùng |      |      |      |        |        |